# Zwarte makrelen
Zwarte makrelen (Scombrolabracidae) zijn een familie van straalvinnige vissen uit de orde van Baarsachtigen (Perciformes).

## Geslacht
- Scombrolabrax Roule, 1921